# Dimityr Gławczew
Dimityr Borisow Gławczew, bułg. Димитър Борисов Главчев (ur. 15 sierpnia 1963 w Sofii) – bułgarski polityk i ekonomista, deputowany, w 2017 przewodniczący Zgromadzenia Narodowego 44. kadencji, w latach 2024–2025 premier Bułgarii, w 2024 minister spraw zagranicznych.

## Życiorys
W 1987 ukończył studia ekonomiczne ze specjalnością w zakresie rachunkowości w WII „Karl Marks”, przekształconym następnie w Uniwersytet Gospodarki Narodowej i Światowej. Na tej samej uczelni uzyskał magisterium z międzynarodowych stosunków gospodarczych. Pracował jako biegły rewident i audytor, prowadził własną działalność gospodarczą w ramach spółek prawa handlowego.
Zaangażował się w działalność polityczną w ramach partii GERB. W 2009 po raz pierwszy uzyskał mandat posła do Zgromadzenia Narodowego. Z powodzeniem ubiegał się o reelekcję w wyborach w 2013 i w 2014, po tych ostatnich został wiceprzewodniczącym bułgarskiego parlamentu. W 2017 po raz czwarty z rzędu wybrany do Zgromadzenia Narodowego, a 19 kwietnia 2017 powołany na jego przewodniczącego. Ustąpił jednak z tego stanowiska 17 listopada 2017. W kwietniu i lipcu 2021 utrzymywał mandat deputowanego na kolejne kadencje.
W 2023 został wybrany przez parlament na przewodniczącego Izby Obrachunkowej na siedmioletnią kadencję. W marcu 2024 prezydent Rumen Radew w trakcie kolejnego kryzysu politycznego powierzył mu misję utworzenia tymczasowego gabinetu. 9 kwietnia tegoż roku Dimityr Gławczew został powołany na urząd premiera wraz z pozostałymi członkami nowego rządu. Jeszcze w tym samym miesiącu przejął dodatkowo funkcję ministra spraw zagranicznych, którą sprawował do końca urzędowania tego gabinetu w sierpniu 2024. Wybory z czerwca tegoż roku nie doprowadziły do powołania stałego rządu. W konsekwencji prezydent zarządził kolejne przedterminowe wybory na październik 2024. Utworzył też nowy rząd techniczny, na czele którego po raz drugi stanął Dimityr Gławczew. Gabinet ten rozpoczął urzędowanie 27 sierpnia 2024. Funkcję premiera sprawował ostatecznie do 16 stycznia 2025, kiedy to na czele nowego gabinetu stanął Rosen Żelazkow.